# Jambon de Teruel
 (janvier 2018).

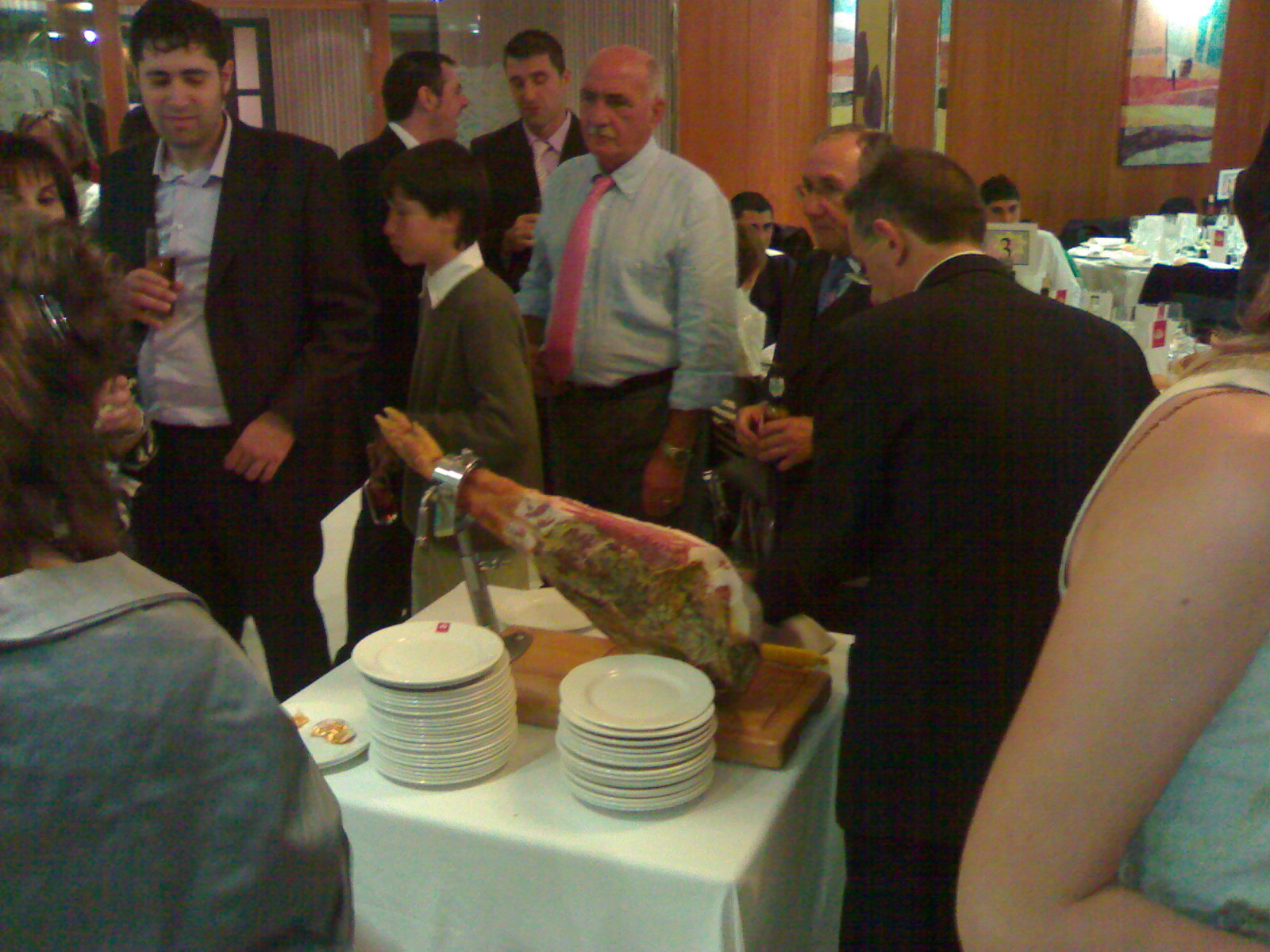
Démonstration de découpe de jambon.

Jambon de Teruel est la dénomination d'origine du jambon fait dans la province de Teruel. 
Il fut le premier jambon à obtenir la dénomination d'origine d'Espagne. Le conseil régulateur de la dénomination d'origine, naît par impulsion du département d'agriculture et environnement de la Députation Générale d'Aragon le 26 octobre 1984. En mars 1997, l'Union européenne a inclus le jambon de Teruel dans la liste des produits européens de qualité.

## Races admises
Les races de porc admises par la D.O.  sont celles provenant du croisement entre les races Landrace (type standard) et Large white, en ce qui concerne la ligne mère; et Duroc pour la ligne père. Ces races permettent d'obtenir des jambons de qualité avec des niveaux bas de cholestérol (grandes quantités d'acides gras insaturés et faibles quantités de graisses saturées).

## Zone de production
La zone de production de la  D.O. de Teruel est formée par les territoires de la province de Teruel dont l'altitude moyenne ne doit pas être inférieure à 800 mètres.

## Dénomination d'origine protégée[1]
La Dénomination d'origine protégée (DOP) désigne le nom d'un produit dont la production, transformation et élaboration se réalisent dans une zone géographique déterminée, avec des connaissances spécifiques,  reconnues et vérifiées.